# 茨維恩湖
53°19′26.05″N 13°9′55.43″E / 53.3239028°N 13.1653972°E
茨維恩湖（德語：Zwirnsee），是德國的湖泊，位於該國東北部梅克倫堡-前波美拉尼亞州，由梅克倫堡湖區郡負責管轄，長1公里、寬0.7公里，面積0.39平方公里，海拔高度64米。